# Список керівників держав 880 року
Список керівників держав 879 року — 880 рік — Список керівників держав 881 року — Список керівників держав за роками

## Європа

### Британські острови
- Шотландія:
  - Альба (королівство) — Еохейд, король (878–889)
  - Стратклайд (Альт Клуїт) — Еохейд ап Рін, король (878–889)
- Вессекс — Альфред I Великий, король (871–899)
- Думнонія  — Елуйд ап Ферферден, король (876–890)
- Мерсія — Етельред II (879–883)
- Нортумбрія — Еґберт II, король (876–890)
- Східна Англія — Ґутрум, король (879–890)
- Уельс:
  - Бріхейніог — Елісед I, король (840–885)
  - Гвент — Фернвайл III ап Мейріг, король (860–880); Брохвайл ап Мейріг, король (880–920)
  - Королівство Повіс — Мерфін ап Родрі, король (878–900)
  - Гвінед — Анарауд ап Родрі, король (878–916)
  - Глівісінг — Хівел ап Ріс, король (856–886)
  - Сейсіллуг — Каделл ап Родрі, король (872–909)

### Північна Європа
- Швеція — Рінґ Ерікссон (855/882-910)
- Данія — Сіґфред і Гальфдан (867—877/891)
- Ірландське королівство — Фланн Сінна, верховний король (879–916)
  - Дублінське королівство — Бард, король (877–881)
- Норвезьке королівство — Гаральд I Прекрасноволосий, король (872–930)
  - Вестфольд — Гаральд I Прекрасноволосий, конунг (бл.860 — 930)

### Західне Франкське королівство
Людовик III, король (879–882)
Карломан II, король (879–884)
- Аквітанське герцогство — Карломан II, король (879–884)
- Ангулемське графство — Вульгрин I, граф (866–886)
- Васконське герцогство — Санш III Мітарра, герцог (864 — бл.893)
- Готська марка — Бернар Плантвелю, маркіз (878–886)
- Ампуріас — Суньєр II, граф (862–915); Дела, граф (862–894/895)
- Барселонське графство — Вільфред Волохатий, граф (878–897)
- Руссільйонське графство — Міро Старий, граф (878–896)
- Каркассонське графство — Акфред I, граф (879–906)
- Тулузьке графство — Бернард III Плантвелю, маркграф (872–886)
  - Урхельське графство  — Вільфред I Волохатий, граф (870–897)
- Руерзьке графство — Ед, граф (872–898)
- Нантське графство — Ален I Великий, граф (877–907)
- Овернське графство — Бернар II Плантвелю, граф (868–888)
- Отенське графство — Бозон В'єнський, граф (879–880); Річард I Заступник, граф (880–918)
- Пуатевінське графство — Рамнульф II, граф (878–890)
- Труа — Роберт I, граф (876–886)
- Шалонське графство — Бозон В'єнський, граф (877–880); Адемар, граф (880–887)

### Німеччина
Східне Франкське королівство:
- Баварське королівство — Карломан, король (865–880); Людовик III Молодший, король (880–882)
- Саксонське герцогство — Бруно, граф (872–880); Оттон I (880–912)
- Тюрингія — Ратольф, маркграф Собської марки (873–880); Поппо II, герцог (880–892)
- Швабське герцогство — Карл III Товстий, імператор (876–882)
- Паннонська марка — Арібо, маркграф (871–909)

### ЦентральнатаСхідна Європа
- Болгарське царство — Борис I, хан (852–889)
- Велика Моравія — Святополк I, князь (871–894)
- Сербське князівство — Мутимир, князь (бл.851 — 891)
- Паннонська Хорватія — Светимир, князь (838 — бл.880)
- Приморська Хорватія — Бранимир, герцог (879–892)
- Київська Русь — Олег Віщий, князь (бл.880 — 922)
- Хозарський каганат — Манасія II, бек (868/870-890); Нісі, бек (890 — 900)

### Іспанія
- Арагонське графство — Аснар II Галіндес, граф (867–893)
- Астурійське королівство — Альфонсо III Великий, король (866–910)
  - Кастильське графство — Дієго Родрігес Порселос, граф (873–885)
- Кордовський емірат — Мухаммад I, емір (852–886)
- Наваррське королівство (Памплонське) — Гарсія II Хіменес, король (870–882)

### Серединне королівство
- Лотаринзьке королівство — Людовик III Молодший, король (879–882)
  - Верхня Бургундія — Рудольф I, маркграф (876–888)
  - Еноське графство (Ганнегау) — Ангерран I, граф (870–880); Реньє I Довгошиїй, граф (880–898)
  - Кельнське архієпископство — Вілберт, архієпископ (870–889)
  - Трірське єпископство — Бартхольф I, єпископ (869–883)
- Нижнє Бургундське королівство — Бозон В'єнський, король (879–887)
  - В'єннське графство — Бозон В'єнський, граф (871–887)

#### Італія—
- Венеційська республіка — Орсо I Партичипаціо, дож (864–881)
- Беневентське князівство — Вайфер, князь (878–881)
  - Гаетанське герцогство — Доцибіл I, герцог (866—906)
- Салернське князівство — Гвефер, князь (861–880); Гвемар I, князь (880–901)
- Сполетське герцогство — Ламберт I (776-880); Гвідо II, герцог (880–883)
- Неаполітанське герцогство — Афанасій, герцог (878–898)
- Папська держава — Іоанн VIII, Папа Римський (872–882)
- Тосканська марка — Адальберт II, маркграф (846–886)
- Фріульська марка — Беренгар I, маркграф (874–924)

### Візантійська імперія
- Візантійська імперія — Василій I Македонянин, імператор (867–886)
  - Критський емірат — Саїд I, емір (855—880); Умар II (880-895)

## Азія

### Західна Азія
- Аббасидський халіфат — аль-Мутамід, халіф (870–892)
- Яфуриди (Ємен) — Мухаммад I ібн Йафур, імам (872–892)
- Кавказ:
  - Абхазьке царство — Адарнасе Шавліані, цар (бл.873 — бл.887)
  - Васпуракан —
  - Вірменський емірат — Ашот I, ішхан (855–885)
  - Тао-Кларджеті  — Давид I, куропалат (876–881)
  - Кахетія — Габрієль, князь (861–881)
  - Сюні — Васак Ішханік, нахарар (859–909)
  - Тбіліський емірат — Гарбулок, емір (878–882)

### Центральна Азія
- Персія:
  - Табаристан — Рустам II, іспахбад (867–896)
- Середня Азія:
  - Саманідська держава (Бухара) — Наср ібн Ахмад, емір (864–892)
  - Хорасан (династія Саффаридів) — Амр ібн Лейс, емір (879— 901)
- Киргизький каганат — каган

### Південна Азія
- Індія:
  - Венгі— Східні Чалук'я — Гунага Віджаядітья III, махараджа (849–892)
  - Гуджара-Пратіхари — Міхіра Бходжа I, махараджахіраджа (836–885)
  - Західні Ганги — Рашамалла II, махараджа (870–907)
  - Імперія Пала — Нараянпала, махараджа (873–927)
  - Кашмір — Авантіварман, махараджа (855–883)
  - Династія Паллавів — Нріпутунгаварман (869-880); Апараджітхаварман, махараджахіраджа (880–897)
  - Держава Пандья — Варагунаварман II, раджа (862–880); Парантака Віранараяна (880-890)
  - Парамара (Малава) — Сіяка I, махараджа (843–891)
  - Раштракути — Кришнараджа II Акалаварша, махараджахіраджа (878–914)
  - Чола — Віджаялая, махараджа (848–881)
  - Ядави (Сеунадеша) — Сеуначандра I, махараджа (870–900)
- Острів Шрі-Ланка:
  - Сингаладвіпа — Сена II (Мунгаїн-весі Сен), раджа (853–887)

### Південно-Східна Азія
- Кхмерська імперія — Індраварман I, імператор (877–889)
- Бан Пха Лао — Лао Ком, раджа (870–888)
- Мианг Сва — Кхун Шун, раджа (бл.860 — 880)
- Наньчжао — Шенмін Веньу-хуанді (Мен Луншунь), ван (877–897)
- Паган — Таннет, король (876–904)
- Чампа — Індраварман II, князь (бл.854 — бл.898)
- Індонезія:
  - Матарам — Локапала, шрі-махараджа (850–890)
  - Сунда — Прабу Гайях Кулон, король (819–891)

### Східна Азія
- Японія — Йодзей, імператор (876–884)
- Китай, Династія Тан — Сі-цзун (Лі Сюань), імператор (873–888)
- Бохай — Да Сюаньсі, ван (872–894)
- Корея:
  - Сілла — Хонган, ван (875–886)
  - Пархе — Кьон, тійо (871—895)

## Африка
- Аудагаст — Вайсану (Байсин), емір (875–900)
- Імперія Гао — Конкодьєй, дья (бл.850 — бл.880); Канкан, дья (бл.880 — бл.890)
- Іфрикія — Абу Ісхак Ібрагим ібн Ахмад, емір (875–902)
- Макурія — Георгіос I, цар (854/856-920)
- Магриб — халіф Алі ібн Умар ібн Ідріс ас-Сагір (866–880); Йахья ібн Хасан ібн Ідріс ас-Сагір (880–904)
- Некор — Саїд II ібн Саліх, емір (864–916)
- Рустаміди (Ібадити) — Абу'л Якзан Мухаммед ібн Афлах, імам (874–894)

## Америка
- Цивілізація Майя:
  - Тікаль — Хасав Чан Кавіль II, цар (869? — 889?)